# 私が愛したグリンゴ
『私が愛したグリンゴ』（わたしがあいしたグリンゴ、原題: Old Gringo）は、1989年に米国で製作された、メキシコ革命を背景に描かれた映画作品。

## 概要
革命の動乱さなかのメキシコで消息不明となった作家・アンブローズ・ビアスの失踪の謎をベースに書かれた、メキシコの小説家カルロス・フエンテスによる『老いぼれグリンゴ』が原作となっている。なお、「グリンゴ」とはメキシコの言葉（スペイン語）で「よそ者」といった意で、アメリカ人のことを侮蔑的にこう呼ぶ。
劇中に登場するアローヨ将軍は、実在した革命運動家パンチョ・ビリャをモデルにしたものと思われ、実際にビアスは革命闘争中のパンチョ・ビリャ軍に同行したと伝えられている。
ジェーン・フォンダが自身の製作会社を使い、主演したラブ・ロマンス。老ジャーナリストを演じるグレゴリー・ペックとの2大名優の共演が話題をよんだ。1989年度ゴールデンラズベリー賞最低主演女優賞候補。

## ストーリー
ハリエット・ウィンズローは、キューバでの戦いで死んだとされている父親の生存を信じながら、心の満たされない生活を送っていた。
ある講演会で、老作家アンブローズ・ビアスが自らの全集を投げ棄てて新たな旅に出立するのを目にして触発され、それまでの遺族年金でつつがなく暮らしていた母親との生活をも捨てて、ミランダとよばれる領園主の家庭教師の職を求め、単身メキシコへと旅立つ。
しかし、赴いた先のチワワはまさに革命の動乱の真っ只中、反乱軍と政府軍が激しく戦闘を交える中、ハリエットは雇用主の家族も逃走したあとで途方に暮れるが、そこで革命闘争の指導者アローヨと革命軍に同行する米ジャーナリストと懇意になる。かつて見たビアスとは知らないまま、その老作家に対して父親への想いに似た愛情が芽生えるいっぽう、革命の理想に燃えるアローヨの男性的魅力に惹かれていく。

## キャスト
※括弧内は日本語吹替（VHS版）
- ハリエット・ウィンズロー - ジェーン・フォンダ（小原乃梨子）
- アンブローズ・ビアス - グレゴリー・ペック（城達也）
- アローヨ将軍 - ジミー・スミッツ（小川真司）
- ガルシア大佐 - パトリシオ・コントレアス（麦人）
- 娼婦ガルデュナ - ジェニー・ガゴ（井上瑤）
- 娼婦ルナ - カブリエラ・ロエル（佐々木優子）
- ザカリアス - セルジオ・カルデロン（島香裕）
- ロン - ジム・メッツラー（江原正士）
- ハリエットの母親 - アン・ピトニアク（巴菁子）
- ビージャ将軍 - ペドロ・アルメンダリス・Jr（大木民夫）